# 広島医科大学
広島医科大学（ひろしまいかだいがく）は、広島県呉市に本部を置いていた日本の公立大学である。1948年に設置され、1961年に廃止された。
ここでは前身校である広島県立医学専門学校・旧制広島県立医科大学についての記述を含む。

## 概要
- 第二次世界大戦末期に設立された広島県立医学専門学校を前身としている。
- 戦後、他の公立11医専（兵庫・名古屋・岐阜・三重・鹿児島・奈良・横浜・和歌山・大阪・福島・山口。いずれも戦時期に設立）とともに旧制医科大学に昇格し広島県立医科大学となり、さらに新制大学への移行により広島医科大学に改組された（これらの事情から後身機関である広島大学医学部は新八医科大学の一つに数えられている）。
- 最終的には広島大学に併合され同大学医学部・同附属病院の構成母体となった。

## 沿革

### 源流諸校
- 1870年（明治3年）- 広島藩藩校の修道館（現修道中学校・修道高等学校）内に医学所を設置。
- 1871年（明治4年）- 修道館の廃止により医学所閉鎖。医学所教師らは躋寿館を設立。
- 1874年（明治7年）6月 - 躋寿館を私設医学校とする。
- 1877年（明治10年）5月 - 広島県に移管され廣島縣醫學校となる。同時に医学校内に公立広島病院（県立広島病院の前身）を設置。
- 1878年（明治11年）3月 - 廣島縣病院附属醫學校と改称、甲種医学校となる。
- 1887年（明治20年）- 文部省の地方医学校統合方針により廃校。

### 広島県立医専時代
- 1945年（昭和20年）
  - 2月13日 - 広島県立医学専門学校の設立。県立病院を附属病院とする。
    - 初代校長の林道倫ほか教授陣は岡山医科大学に依存。

  - 3月6日 - 開校。学則を制定し、広島県報第8号に告示。
  - 4月1日 - 広島県立広島病院（前記「公立広島病院」の後身）を本校附属医院とした。
  - 8月5日 - 開校式を挙行。広島県高田郡小田村に疎開。
  - 8月6日 - 原爆被災。校舎・附属病院は全焼全壊。
  - 8月8日 - 疎開先で第1回入学式を挙行。即日授業を開始。
  - 12月6日 - 学校・附属医院を豊田郡安浦町に移転。
- 1946年（昭和21年）12月30日 - 呉・広の両共済病院との間に学生の臨床実習委託契約を締結。
- 1947年（昭和22年）
  - 2月1日 - 呉市立市民病院および呉市立呉病院が県に移管され、前者を附属医院本院、後者を阿賀分院とする。
  - 2月15日 - 本部を呉市に移転。

### 旧制広島県立医大時代
- 1947年（昭和22年）
  - 6月18日 - 県立医科大学の設立許可および予科開設が認可。
  - 7月14日 - 予科入学式を挙行。
  - 11月25日 - 附属病院音戸分院を設置。
- 1948年（昭和23年）
  - 3月10日 - 県立医科大学の開設が認可。
  - 3月26日 - 附属病院二河分院を設置。
  - 4月1日 - 広島県立医科大学（旧制）が開学。
  - 4月24日 - 開学式を挙行。
- 1949年（昭和24年）4月1日 - 附属厚生女学院を設置。
- 1950年（昭和25年）
  - 3月18日 - 広島県立医学専門学校第1回卒業式を挙行。
  - 12月5日 - 二河分院を閉鎖。
- 1951年（昭和26年）3月31日 - 広島県立医科大学予科を閉鎖。
- 1952年（昭和27年）
  - 2月1日 - 附属医院を附属病院に改称。
  - 2月20日 - 新制の医科大学の設置が認可。
  - 3月15日 - 広島県立医科大学（旧制）第1回卒業式および医学専門学校第3回卒業式を挙行。
  - 3月31日 - 広島県立医学専門学校が閉校。

### 広島医大時代
- 1952年（昭和27年）
  - 4月1日 - 広島県立医科大学を改組し、広島医科大学（新制）が開学。
  - 4月11日 - 広島医科大学第1回入学式を挙行。
- 1953年（昭和28年）8月1日 - 広島大学医学部が設置。広島医科大学は年次移管により、広島大学に併合。
  - 8講座（解剖学第一・第二、生理学、生化学、薬理学、病理学第一・第二、細菌学）を移管。
- 1954年（昭和29年）4月1日 - 6講座（衛生学、法医学、内科学第一・第二、外科学第一・第二）を移管。
- 1955年（昭和30年）4月1日 - 広島大学医学部医学進学課程を設置。3講座（神経精神医学、小児科学、産科婦人科学）を移管。
- 1956年（昭和31年）
  - 3月15日 - 広島医科大学第1回卒業式（最後の卒業式）を挙行。
  - 3月31日 - 文部省告示第67号により、広島医科大学廃止。
  - 4月 - 4講座（整形外科学、皮膚泌尿器科学、眼科学、耳鼻咽喉科学）を移管し国立移管完了。附属病院（本院・阿賀分院・音戸分院）・附属厚生女学院も国に移管され広島大学医学部附属病院・医学部附属看護学校となる。
  - 11月 - 音戸分院を廃止。
- 1957年（昭和32年）
  - 2月6日 - 広島市への移転を開始。
  - 9月 - 阿賀分院を廃止。
  - 9月30日 - 広島市への移転を完了。
- 1961年（昭和36年）3月31日 - 広島県立医科大学（旧制）廃止。

## 歴代学長
広島県立医学専門学校長
- 初代：林道倫（1945年4月14日 - 1946年5月30日）
岡山医科大学教授からの転任。
- 第2代：清水多栄（1946年5月30日 - 1952年3月31日廃止）
岡山医科大学教授からの転任。

（旧制）広島県立医科大学長
- 初代：清水多栄（1948年3月10日 - 1952年3月31日）
1947年8月2日より学長事務取扱兼大学予科長。
1951年10月20日より病気療養のため柳原英教授が学長代理。
- 第2代：河石九二夫（1952年4月1日 - ）
教授より昇任。（新制）広島医科大学長と兼任。

（新制）広島医科大学長
- 初代：河石九二夫（1952年4月1日 - 1956年3月31日廃止）
1953年8月1日より広島大学医学部長と兼任。

## 校地の変遷と継承

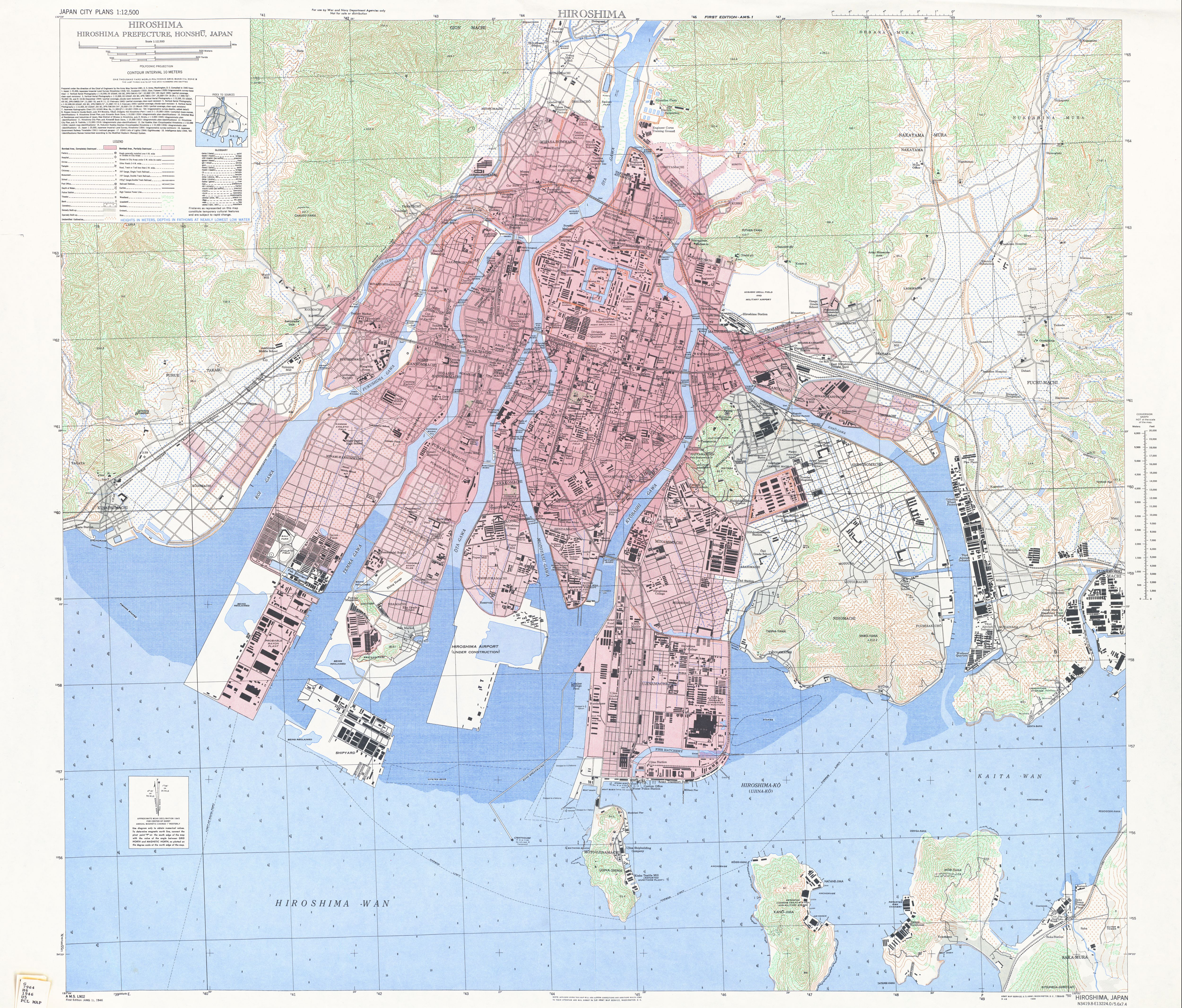
1945年の米軍作成の広島地図 / 当時"KAKOMACHI"（水主町）に所在していた"Prefectural Hospital"（県病院）すなわち附属医院の位置が確認できる。また"MINAMIMACHI"（皆実町）の"Normal School"（師範学校）校地と示されている位置が本校舎の所在地である。

### 皆実町時代と原爆被災
設立当初の校地は、旧師範学校校地であった広島市皆実町1丁目（現南区比治山本町）に置かれ、その附属病院（のち附属医院）となった旧・県立病院（現在の県立広島病院）は広島市水主町（現・中区加古町）に所在していた。1945年（昭和20年）8月、空襲激化に伴い高田郡小田村（現安芸高田市）の高林坊寺院に疎開したが、翌日の原爆被災によって広島市の本校舎・附属医院はともに全部焼失した（しかし疎開のおかげで生徒の大半は被爆死を免れた）。特に爆心直下に所在する附属病院（旧県立病院）は完全に機能停止となり、この時点で医専との関係は消滅したとみられる（戦後1948年日本医療団広島中央病院の施設の移管を受け宇品に移転、県立広島病院として再発足した）。このため同年12月、学校および附属医院を広島県豊田郡安浦町旧安浦海兵団跡に移転し、授業を継続した。

### 二河町・阿賀時代
戦後、医専は呉市からの誘致の申し出を受けて1947年（昭和22年）2月、呉市立市民病院（呉市公園通）・呉市立呉病院（同市阿賀町原）が本校附属医院として県に移管（県営化）されたことに伴い、は本校を呉市二河町（元海軍徴用工員宿舎）に移転した。同年11月には失火により基礎教室など校舎のほとんどを全焼、翌12月には本校舎を附属病院阿賀分院内に移転するとともに同音戸分院（呉市警固屋町）に設置。1948年2月には元海軍共済病院阿賀分院（呉市阿賀町小倉新開）の移管を受け、本部事務部及び基礎医学教室を移転した。翌3月には附属医院本院を呉市広町広共済病院跡に移転し、呉市公園通本院跡を二河分院とした。

### 国立移管と霞校地への移転
1953年（昭和28年）には広大への移管が決定されたがその際の条件として広島市への校地移転が提示され、十分な同意を取りつけていなかった呉市との間に混乱が起こった。このため、1956年（昭和31年）広大医学部は呉市に対し同市広町に附属病院を残すことを条件に移転の承認を得た。その間、広島医科大学は霞町（南区）の広島県庁舎跡地（戦前の陸軍兵器支廠）に設置された広島大学医学部キャンパスに1957年（昭和32年）までに移転（1957年2月に医学部事務部および基礎医学教室の移転完了→同年9月に臨床医学教室および医学部附属病院を移転）、最後まで残っていた呉分院も1962年（昭和37年）に廃止されたため呉市内の旧校地はすべて廃止となった。1990年（平成2年）5月には呉市広警察署構内に「医学部発祥の地碑」が建立されている（見学は要許可）。

## 主要な出身者
広島大学の人物一覧も参照。

## 関連書籍
- 広島大学二十五年史編集委員会 『広島大学二十五年史：包括校史』 広島大学、1977年